# Oficina Central de los Derechos y la Protección de los Objetores de Conciencia
La oficina de Derecho y la Protección de los Objetores de Conciencia, se creó para defender el derecho a la objeción de conciencia en Alemania . Se fundó el dos de marzo de 1957 y se disolvió el 31 de diciembre de 2014.
La oficina Central de Objeción de conciencia se creó para garantizar el pleno respeto de la Ley de la libertad de Conciencia, de acuerdo con el artículo 4 de la Constitución de la República Federal de Alemania (Art. 4 GG). Fomentó la información sobre estos derechos fundamentales, en particular, el derecho a rechazar la prestación del servicio militar obligatorio con un arma. La publicidad de objeción de conciencia no era una de sus tareas.
Fue su predecesora la Comunidad de Trabajo de los Alemanes por la Paz, fundada en 1948 y el Comité Alemán de Cuestiones para la Objeción de Conciencia (entre 1953 y 1957).
El 14 de marzo y el 15 de mayo de 2011 se celebró en la oficina central en Berlín, la supresión del servicio militar obligatorio en Alemania, con una crítica a los 54 años de servicio militar obligatorio. La asamblea general aprobó la Resolución del órgano de gobierno. Su Presidente, Werner Glenewinkel, argumentó frente a los representantes este paso, con el alto grado de cumplimiento de las tareas de la oficina Central, a través de la supresión del servicio militar obligatorio. El veterano Director Peter Tobiassen señaló que el fin de la Era de la Zwangsdienste en la Alemania de la posguerra por fin se había logrado.